# Бендесторф
Бендесторф (нім. Bendestorf) — громада в Німеччині, розташована в землі Нижня Саксонія. Входить до складу району Гарбург. Складова частина об'єднання громад Єстебург.
Площа — 3,88 км2. Населення становить 2308 ос. (станом на 31 грудня 2021).